# Andrea Belvedere

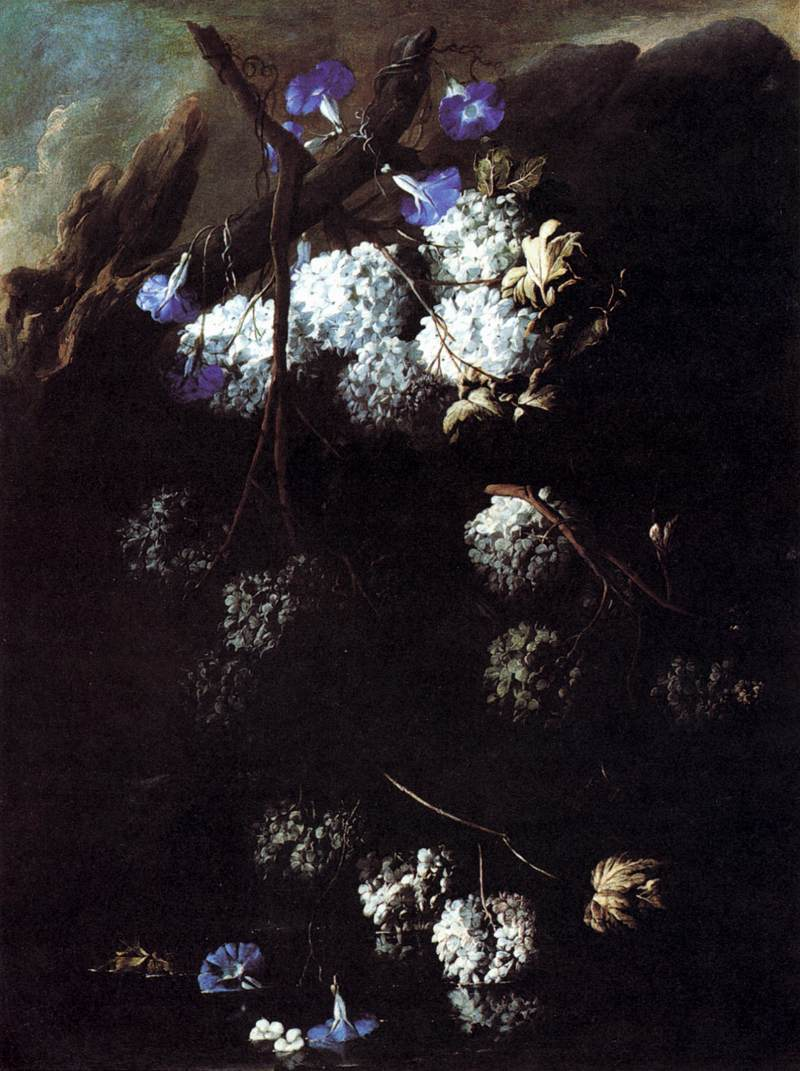
Blumenstillleben von Andrea Belvedere (Öl auf Leinwand, um 1680)

Andrea Belvedere (* 1652 in Neapel als Abate Andrea; † 1732 ebenda) war ein italienischer Maler.
Belvedere war ein bedeutender Vertreter der barocken Stilllebenmalerei in Neapel in der Tradition von Paolo Porpora und dessen Schüler Giovanni Battista Ruoppolo. Er wurde mit Blumen- und Fruchtstücken bekannt. Der Maler Tommaso Realfonso war sein Schüler. Von 1694 bis 1700 lebte er als Hofmaler von König Karl II. in Spanien. In dessen Auftrag war er mit Luca Giordano an der Ausmalung des Escorial beteiligt. Nach seiner Rückkehr nach Italien betätigte er sich als Theaterleiter.